# جون چول-هو
جون چول-هو (انگلیسی: Jon Chol-ho؛ زادهٔ ۷ آوریل ۱۹۶۹) وزنه‌بردار اهل کره شمالی بود.
وی در مسابقات کشوری و بین‌المللی در مجموع برندهٔ ۲ مدال برنز شده‌است.